# Murnau-Werdenfelser-Rind

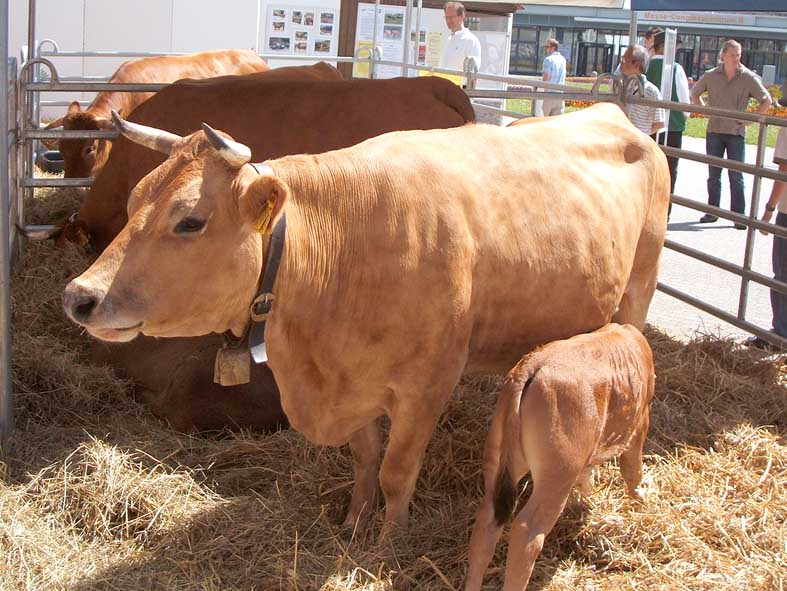
Auf der Slow-Food-Messe in Stuttgart 2007

Die Rinderrasse Murnau-Werdenfelser ist eine robuste alte Landrasse aus Oberbayern. In Deutschland ist dieser Rinderrasse nach dem Rasseschlüssel die Kennung 15 zugewiesen.

## Herkunft
Herkunft und Entstehung der Murnau-Werdenfelser (auch „Oberländer“ genannt) konnten bis heute nicht eindeutig geklärt werden. Die Mehrzahl der Autoren vermutet, dass Anpaarungen des damals noch gelben Tiroler Viehs im oberen Inntal mit dem im Ursprungsgebiet, dem Werdenfelser Land, schon vorhandenen sogenannten roten Landschlag den Grundstock dieser Rasse gebildet haben. Damalige gebietliche Zusammengehörigkeiten, auch wirtschaftliche Beziehungen zwischen dem Kloster Ettal und dem Zisterzienserstift Stams in Tirol haben diese Entwicklungen wohl beeinflusst.
In späteren Zeiten sollen noch Mürztaler und Murbodner Tiere aus der Steiermark, Stiere aus dem benachbarten Lechtal, Braunvieharten sowie mittelfränkische Ellinger eingekreuzt worden sein. Immunologische Untersuchungen haben aber gezeigt, dass es sich beim Murnau-Werdenfelser um eine autochthone Rasse handelt, von der sich bis in die Gegenwart hinein noch ein kleiner reinrassiger Bestand erhalten konnte.

## Eigenschaften
Die Farbvarianten der Tiere reichen von Hell- bis Dunkelgelb, über Rotbraun bis hin zum Schwarzen mit hellem Aalstrich, dunkles Maul mit hellem Rand (Mehlmaul), dunkle Augen mit ebenfalls hellem Rand.
Sie sind behornt, Klauen und Hornspitzen sind schwarz und weisen eine überdurchschnittliche Härte auf. Mit ihren ausgesprochen harten Klauen und der hohen Belastbarkeit ihrer Gelenke eignen sie sich ganz besonders für die Haltung an feuchten Standorten mit hohen Niederschlagsmengen bzw. Sumpfgebieten. Ihre ausgeprägte Trittsicherheit ermöglicht ihre Haltung allerdings auch an sehr steilen Weideflächen.
Die Tiere sind sehr genügsam, dabei vital, widerstandsfähig gegen raues Klima, zeichnen sich durch Langlebigkeit und hohe Fruchtbarkeit aus.
Bis zu Beginn des 20. Jahrhunderts waren die Murnau-Werdenfelser als sogenanntes „Dreinutzungsrind“ – gleichzeitig Arbeitstier, Milch- und Fleischlieferant – sehr beliebt und verbreitet, erfüllten sie doch zur damaligen Zeit sämtliche Erwartungen der Bauern.
Die Kühe der Rasse erreichen eine Widerristhöhe von 128 bis 130 cm und ein Gewicht von 500 bis 600 kg, die Bullen werden etwa 138 bis 145 cm groß und 850 bis 950 kg schwer.

## Verbreitung und Entwicklung des Bestandes
Bei einer Viehzählung im Jahre 1896 wurden rund 62.000 Murnau-Werdenfelser in Bayern gezählt, das Hauptverbreitungsgebiet reichte von Garmisch – dem Hauptzuchtgebiet – bis Kochel, Starnberg und Landsberg.
Der Erfolg dieser Rinderrasse beruhte in starkem Maße darauf, dass hochleistungsfähige, für Feld-, Wald- und Transportarbeiten hervorragend einsetzbare Zugochsen gezüchtet wurden. Zucht und Verkauf stellten in damaliger Zeit die Haupteinnahmequelle vieler Betriebe dar. Die Entwicklung moderner landwirtschaftlicher Strukturen, insbesondere die fortschreitende Technisierung führten dann zur starken Reduzierung der Zuchtbestände.
Zunächst machte der ständig zunehmende Einsatz von Traktoren und anderen Maschinen die Verwendung der Tiere für Feld-, Wald- und Transportarbeiten weitgehend überflüssig. Als ab Mitte des 20. Jahrhunderts eine Spezialisierung der Landwirtschaft auf Fleisch- oder Milchproduktion erfolgte, ging dies mit der Züchtung entsprechender Hochleistungs-Rinderrassen einher, die nur noch entweder Milch- oder Fleischlieferanten waren.
Im Vergleich mit diesen neuen Rassen war die Milch- bzw. Fleischleistung der Murnau-Werdenfelser zu gering, und die Zahl der landwirtschaftlichen Betriebe, die sie weiterhin für die Milchproduktion nutzten (an die Milchleistungsprüfung angeschlossene Betriebe) sank von 200 (1950) auf 128 (1965), 101 (1970), 18 (1975). Der absolute Tiefpunkt wurde im Jahre 1980 mit nur noch zwei Betrieben erreicht.
Konnte durch staatliche Förderung bis 1990 wieder eine leichte Zunahme der landwirtschaftlichen Betriebe erreicht werden, in denen Murnau-Werdenfelser Kühe eingesetzt und der Milchleistungsprüfung angeschlossen waren (18 Betriebe mit 201 Tieren), so musste in den folgenden Jahren bereits wieder ein Absinken verzeichnet werden. Im Jahre 2005 waren in nurmehr neun landwirtschaftlichen Betrieben 113 Herdbuchkühe an die Milchleistungsprüfung angeschlossen. Hinzu kamen sechs Herdbuch-Bullen.
Alle bisherigen Versuche, aus dem „Dreinutzungsrind“ eine „Doppelnutzungsrasse“ zu züchten – mit gesteigerter Milch- und Fleischleistung –, konnten dieser Entwicklung nur bedingt Einhalt gebieten.

## Leistung
Die Milchleistung der Murnau-Werdenfelser konnte im Verlauf der Jahre zwar kontinuierlich gesteigert werden:
| Jahr | Milch-kg pro Jahr | Fettgehalt in % | Eiweißgehalt in % |
| ---- | ----------------- | --------------- | ----------------- |
| 1980 | 3624              | 3,95            | 3,45              |
| 1990 | 4024              | 3,67            | 3,32              |
| 2000 | 4089              | 3,61            | 3,29              |
| 2005 | 4226              | 3,72            | 3,35              |

Diese Leistungen werden aber z. B. vom Fleckvieh weit überboten. Die Werte betragen hier (für 2005) 6768 Milch-kg pro Jahr (4,14 Prozent Fett; 3,50 Prozent Eiweiß). Und die Holstein-Kuh liegt mit einer jährlichen Milchleistung von ca. 8000 Litern (10.000 bis 14.000 Liter pro Jahr sind keine Seltenheit) nochmals höher.
Allerdings unterscheidet sich die Milch der Murnau-Werdenfelser hinsichtlich der Qualität von der anderer Rassen, sind doch die Milchproteine weltweit einmalig in ihrer Zusammensetzung und Vielfalt. Bei den genetischen Varianten der Milchproteine hat die Rasse die größte Vielfältigkeit von allen untersuchten Rassen in Deutschland aufzuweisen. Murnau-Werdenfelser haben die mit Abstand höchste Frequenz beim beta-Lactoglobulin D. Einmalig ist das Vorkommen des beta-Lactoglobulin W, benannt nach Werdenfelser.
Außerdem übertreffen die Murnau-Werdenfelser mit einem Durchschnittsalter der Milchleistungskühe von 7,1 Jahren sämtliche anderen Rinderrassen in Bayern.
Auch die Mastleistung der Jungbullen ist beachtlich, können doch tägliche Zunahmen von bis zu 1,3 kg erreicht werden. Bedingt durch geringe Haut- und Fußgewichtsanteile kann eine hohe Schlachtausbeute von rund 60 Prozent erzielt werden. In der Gewebezusammensetzung weisen sie einen hohen Fleischanteil von über 70 Prozent bei einem Knochen- und Sehnenanteil von nur 17,5 Prozent auf.

## Maßnahmen zur Erhaltung der Rasse
Mit dem Tierzuchtgesetz von 22. Dezember 1989 wurde in Deutschland erstmals die „Erhaltung der genetischen Vielfalt“ als Aufgabe in ein Gesetz aufgenommen. Hierbei kommt den einzelnen Bundesländern eine Schlüsselrolle zu, denn die Umsetzung konkreter Maßnahmen im Bereich der Tierzüchtung fällt ausschließlich in ihren Zuständigkeitsbereich.

### Bayern
Der starke Rückgang des Bestandes der Murnau-Werdenfelser seit Anfang der 1970er Jahre veranlasste die Regierung Bayerns (Bayerisches Staatsministerium Für Ernährung, Landwirtschaft und Forsten) 1976, im Bayerischen Haupt- und Landgestüt Schwaiganger (Versuchsstation Guglhör) eine Mutterkuh-Herde von 25 Tieren als Genreserve-Herde anzulegen, um so das Aussterben dieser Rasse zu verhindern. Der Bestand umfasst 57 Tiere (2024).
Im Rahmen des Donaumoos-Sanierungs-Projekts kam später noch eine zweite Herde mit 35 Herdbuchkühen im Moorversuchsgut Karlshuld (Landkreis Neuburg-Schrobenhausen) hinzu. Im Zuge der Veräußerung des Moorversuchsgutes im Jahr 2003 musste diese Herde allerdings auf 20 Mutterkühe reduziert werden; sie wird aber von einem Landwirt in Kooperation mit dem Donaumoos-Zweckverband weiter gehalten.
Darüber hinaus wurden Spermabanken angelegt. In der Staatlichen Genreserve waren zum 1. Juli 2004 insgesamt 7397 Samenportionen von 16 Bullen aus den drei (nur noch vorhandenen) Blutlinien eingelagert.
Seit Anfang der 1980er Jahre werden vom Bayerischen Staatsministerium für Ernährung, Landwirtschaft und Forsten auch Fördermittel in Form von Haltungsverträgen mit Betrieben über einen Zeitraum von 10 Jahren, Aufzuchtprämien, Zuschüsse zu den Kosten der Milchleistungsprüfung zur Verfügung gestellt.
So wurde nach Aussage von Landwirtschaftsminister Helmut Brunner die Zahl der Tiere seit 2007 von 1200 auf 2250 gesteigert.

### EU
Auch die EU sieht Fördermaßnahmen für alte und gefährdete Nutztierrassen vor. Grundlage bildet die EU-Verordnung 1257/99 des Rates vom 17. Mai 1999 über die Förderung des ländlichen Raumes durch den Europäischen Ausrichtungs- und Garantiefonds für die Landwirtschaft (EAGFL).
Diese Verordnung bildet seit dem 1. Januar 2000 den Rahmen für die gemeinschaftliche Förderung der Entwicklung des ländlichen Raumes.
Die in der Verordnung (und deren Fortschreibungen: EU-VO 2603/1999 vom 9. Dezember 1999; EU-VO 445/2002, vom 26. Februar 2002) vorgesehenen Maßnahmen betreffen u. a. die Förderung der Haltung alter und gefährdeter Haustierrassen. Der Schwellenwert, ab dem eine Landrasse als vom Aussterben bedroht und damit als förderungswürdig gilt, wurde von der EU für Rinderrassen bei 7500 weiblichen Zuchttieren festgelegt (s. EU-VO 445/2002 vom 26. Februar 2002).
Es sind Förderprogramme formuliert, in deren Rahmen u. a. Prämien für gehaltene Zuchttiere, Wurfprämien, Aufzuchtprämien, Ankaufsprämien für Tiere, Unterstützungen für Züchtervereinigungen, Bezuschussung der Gewinnung und Konservierung von Sperma und Embryonen zum Gebrauch und zur Konservierung vorgesehen sind. Im Jahre 2006 wurden von der EU (Europäische Kommission) geringe Mittel zur Erhaltung dieser Rinderrasse gewährt:
Für ein Forschungsprogramm mit dem Titel „Modellhafte Entwicklung und Erprobung eines neuen Zuchtprogramms für die Rasse Murnau-Werdenfelser auf der Grundlage molekulargenetischer Charakterisierung“ wurden der Bayerischen Landesanstalt für Landwirtschaft / Institut für Tierzucht (mitwirkende Einrichtung: Ludwig-Maximilians-Universität München) für den Zeitraum vom 1. Juni 2006 bis 29. Februar 2008 (21 Monate) insgesamt 20.240 Euro bewilligt.
„Ziel des Modellvorhabens ist es am Beispiel der Rinderrasse Murnau Werdenfelser, Möglichkeiten einer Erhaltungszucht für Rassen der Kategorie „phänotypische Erhaltungspopulation“ aufzuzeigen und zu erproben. Das Modellvorhaben soll zeigen, wie auf der Grundlage der Genotypisierungsergebnisse durch die Etablierung eines Zuchtprogramms die Erhaltungszucht installiert und durch die sensible Erweiterung des Genpools ein nachhaltiger Beitrag zur Erhaltung einer vom Aussterben bedrohten Nutztierrasse geleistet werden kann.“ (Aus einem Schreiben der Europäischen Kommission vom 24. März 2006 an den Bundesminister des Auswärtigen Frank-Walter Steinmeier)

## Gefährdete Nutztierrasse des Jahres
Das Murnau-Werdenfelser Rind wurde von der Gesellschaft zur Erhaltung alter und gefährdeter Haustierrassen (GEH) zur „Gefährdeten Nutztierrasse des Jahres“ in den Jahren 1986 und 2007 erklärt. Es steht 2024 in Stufe II (= stark gefährdet) auf der Roten Liste gefährdeter Nutztierrassen der GEH. Seit dem Jahre 1984 wird mit dieser Auswahl von der GEH besonders dringlich auf diejenigen heimischen Nutztiere hingewiesen, die es wegen der Agrarbiodiversität zu erhalten gilt, um diese genetische Reserve auch zukünftig zur Verfügung zu haben. Die GEH hat einen Betreuer für diese Rinderrasse berufen.